# Локомотив (стадион, Москва, Центральный административный округ)
«Локомоти́в» — футбольный стадион, расположенный на Новорязанской улице Центрального административного округа Москвы, между станциями метро «Комсомольская» и «Бауманская». Был заброшен, в 2011 году на пустыре, который остался от стадиона, располагалась перегрузочная площадка для вывоза снега. Стадион «Локомотив» был включён в программу тренировочных полей для чемпионата мира 2018 года по футболу, закончить строительство поля, трибун и всего спортивного комплекса планировалось в 2013—2014 году.

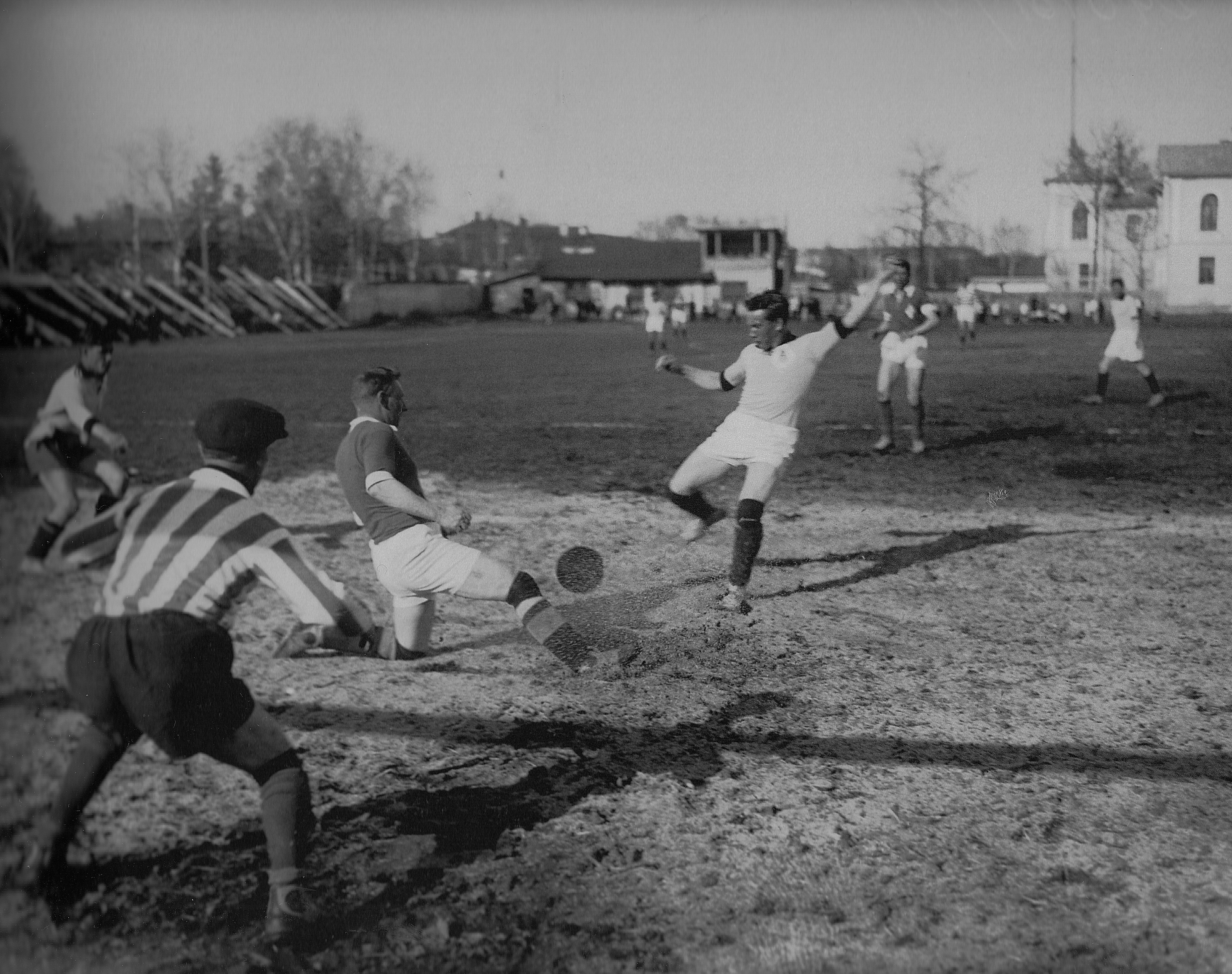
Первый стадион «Клуба имени Октябрьской революции» (КОР) и «Казанки» в 1931 году